# Penn Football Club
Penn Football Club, anteriormente conhecido como Harrisburg City Islanders, foi um clube de futebol da cidade de Harrisburg, Pensilvânia.  Atualmente disputa a United Soccer League.

## História
A equipe estreiou em competições na USL Pro Soccer League em 2003. Seu primeiro jogo doi contra o Northern Virginia Royals, jogo que acabou vencendo com uma goleada, 5x2. Nessa temporada acabou chegando as quartas de finais.
Em 2004 se transferiu para a USL Second Division, aonde ficou entre 2004 e 2010 e conquistou seu primeiro título na temporada de 2007.Em 2011 se transferiu para USL, liga que permanece até hoje, e tendo chegado a final em duas oportunidades, em 2011 e em 2014

### Afiliação com o Philadelphia Union
Entre 2010 e 2015, o clube possuiu afiliação com o Philadelphia Union, e realizava uma vez por ano um amistoso entre as duas equipes. Com a criação do Bethlehem Steel FC em 2015, a afiliação foi dessolvida e não houve mais a realização do amistoso entre as duas equipes.

## Símbolos

### Escudo
| Evolução do Escudo do Penn Football Club | Evolução do Escudo do Penn Football Club | Evolução do Escudo do Penn Football Club | Evolução do Escudo do Penn Football Club | Evolução do Escudo do Penn Football Club | Evolução do Escudo do Penn Football Club | Evolução do Escudo do Penn Football Club | Evolução do Escudo do Penn Football Club | Evolução do Escudo do Penn Football Club |
| 2011 – 2017                              | 2018 – Atual                             |                                          |                                          |                                          |                                          |                                          |                                          |                                          |
| ---------------------------------------- | ---------------------------------------- | ---------------------------------------- | ---------------------------------------- | ---------------------------------------- | ---------------------------------------- | ---------------------------------------- | ---------------------------------------- | ---------------------------------------- |

## Títulos
Campeão Invicto
| NACIONAIS      | NACIONAIS           | NACIONAIS | NACIONAIS  |
|                | Competição          | Títulos   | Temporadas |
| -------------- | ------------------- | --------- | ---------- |
| Estados Unidos | USL Second Division | 1         | 2007       |

## Estatísticas

### Participações
|  | Participações em 2020 |

| Competição     | Competição               | Temporadas | Melhor campanha             | Estreia | Última | P | R |
| Estados Unidos | Lamar Hunt U.S. Open Cup | 13         | Quartas-de-finais (3 vezes) | 2007    | 2020   |   | – |